# École vétérinaire de Maisons-Alfort
École Vétérinaire de Maisons-Alfort – stacja linii nr 8 metra w Paryżu. Stacja znajduje się w gminie Maisons-Alfort. Została otwarta 19 września 1970 roku.